# Carlos Martinho
Carlos Martinho, de son nom complet Carlos Martinho Gomes, est un footballeur portugais né le 18 octobre 1926. Il évoluait au poste d'attaquant.

## Biographie

### En club
Carlos Martinho découvre la première division portugaise sous les couleurs de l'Atlético CP en 1947,,.
Après 11 saisons avec l'Atlético CP, il rejoint le CF Belenenses en 1958,,.
S'il joue quelques matchs avec l'équipe première lors de sa première saison, il est relégué en équipe réserve dès la deuxième saison. Il ne fait donc pas partie de l'équipe de Belenenses qui remporte la Coupe du Portugal en 1959-1960,.
Après une dernière saison avec le GD CUF en 1961-1962 dans laquelle il ne joue qu'un match de première division, il raccroche les crampons,,.
Il dispute un total de 184 matchs pour 62 buts marqués en première division portugaise,. 

### En équipe nationale
International portugais, il reçoit deux sélections en équipe du Portugal toutes les deux en amical durant l'année 1951.  Le 12 mai, il dispute un match contre le pays de Galles (défaite 1-2 à Cardiff). Le 19 mai, il joue contre l'Angleterre (défaite 2-5 à Liverpool).